# Filoktétés
Filoktétés (řecky Φιλοκτήτης, latinsky Philoctetes) je v řecké mytologii thessalský král.
Filoktétés byl vynikající lučištník, od Hérakla dostal střely, které nikdy nechybily cíl. Do trojské války vstoupil bez zaváhání, když byl vyzván mykénským králem Agamemnonem. Dodal sedm lodí, jejich posádku tvořili vojáci, kteří byli skvělými zápasníky i lukostřelci.
Když jeho lodi pluly k Tróji, Filoktétova loď zastavila u ostrova Chrýsé, kde ho uštkl had a z rány se šířil tak nesnesitelný zápach, že s ním vojáci odmítli pokračovat v cestě. Agamemnón ho na návrh Odyssea nechal vysadit na ostrově Lémnos. Tam žil Filoktétés celých devět let, v nichž bojoval o holý život. Řekové si pro něj nakonec dojeli, protože věštba říkala, že bez Filoktétových šípů nemůže být Trója dobyta. Achájci použili lest – poslali pro něj mladého Neoptolema, který měl předstírat, že ho má odvézt do vlasti a potom obrátit k Tróji. Filoktétés se to ale tajně dozvěděl a chtěl raději skočit do moře než bojovat. Zjevil se mu však Héraklés a přikázal mu plout k Tróji, protože tam své rány zhojí a ještě si dobude slávy. A skutečně hned první den se vyznamenal, vystřelil šíp na Parida a nechybil. Způsobená rána byla nezhojitelná a Paris zemřel. Filoktétés se potom smířil s vůdci výpravy a zůstal v bojích až do vítězného konce války.
Vyznamenal se i v mnoha dalších bojových akcích. Byl rovněž jedním z mužů, kteří se v trojském koni dostali za hradby města a zničili trojský hrad. Po válce se Filoktétés vrátil šťastně do své vlasti.

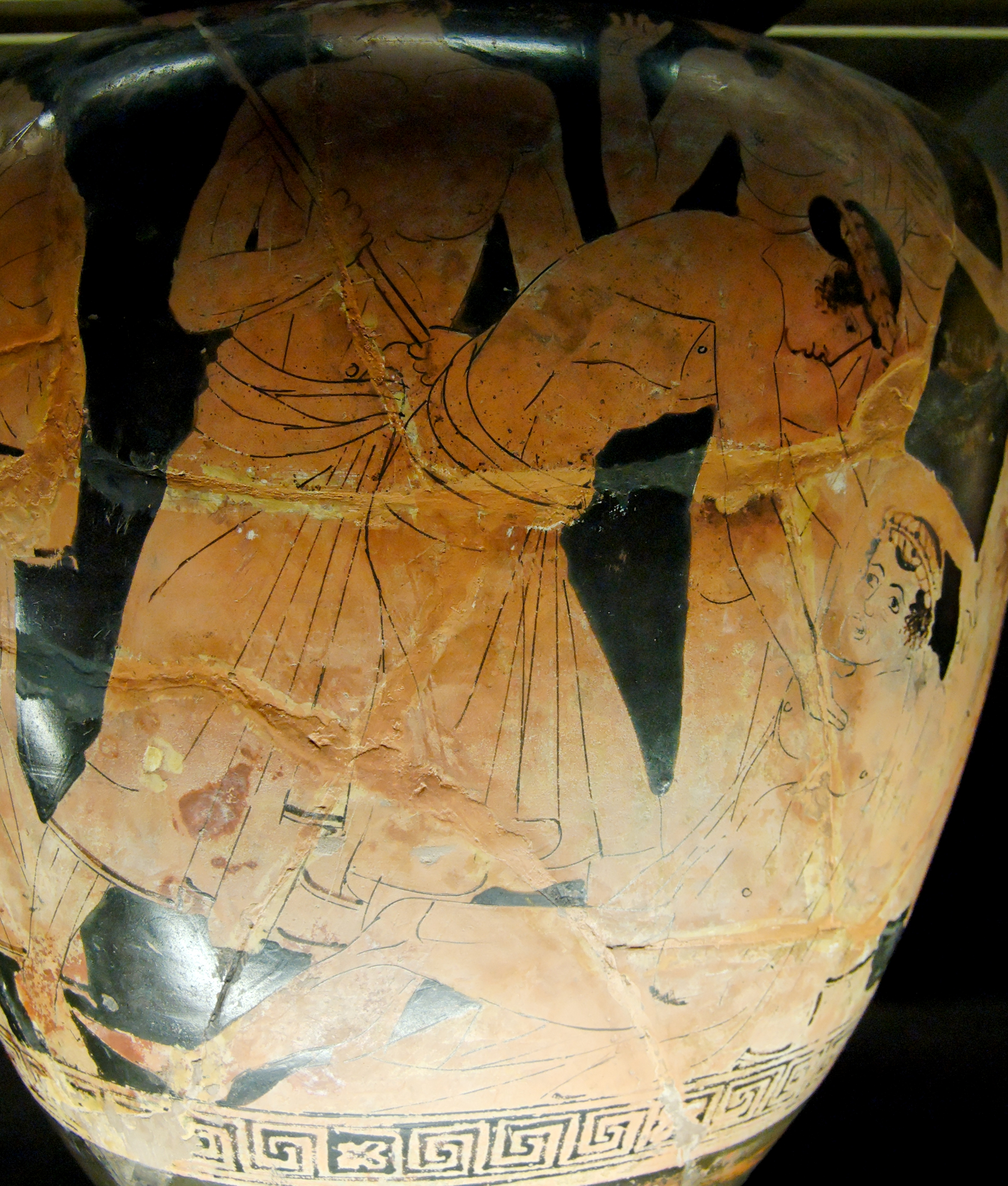
Řecká výprava na cestě do Tróje opouští zraněného Filoktéta, přibližně 460 př. n. K.

## Ohlas v umění
Jeho postava nebyla v Íliadě příliš rozpracovaná, lákala proto mnohé další tvůrce. Jeho osudy ztvárnili Aischylos i Eurípidés, jejich díla se však ztratila.
- Sofoklův Filoktétés byl napsán kolem roku 409 př. n. l.
  - podle ní i opera Jana Klusáka Filoktétés (2015)
- známá je také rytina na drahokamu Trpící Filoktétés asi z konce 5. stol. př. n. l., který je dnes v Muzeu výtvarných umění v Bostonu